# Heinrich Olbers
Pour les articles homonymes, voir Olbers.
Heinrich Wilhelm Matthias Olbers né le 11 octobre 1758 à Brême et mort le 2 mars 1840 à Brême est un astronome, médecin et physicien allemand.

## Biographie
Heinrich Wilhelm Olbers est né à Arbergen, un quartier de Brême et a étudié la médecine à l'université de Göttingen. Après avoir obtenu son diplôme en 1780, il commencera à pratiquer la médecine à Brême, en Allemagne. La nuit, il consacre une grande partie de son temps libre à faire des observations astronomiques.
Il découvrit deux astéroïdes, 2 Pallas et 4 Vesta, respectivement en 1802 et en 1807. C'est Olbers lui-même qui donna son nom à Pallas, tandis qu'il demandera à Gauss de baptiser le second.
Le 6 mars 1815, il découvrit également une comète périodique nommée 13P/Olbers.
Il est mort à Brême.
Le paradoxe d'Olbers est nommé d'après lui, ainsi que l'astéroïde (1002) Olbersia, et un cratère sur la Lune (cratère Olbers).